# اندرو ديكسترا
اندرو ديكسترا (2 يناير 1986 بهونولولو في الولايات المتحدة - ) هو لاعب كرة قدم أمريكي في مركز حراسة المرمى. لعب مع دي.سي. يونايتد وشيكاغو فاير وتشارلستون بيتري وريتشموند كيكرز وRichmond Kickers Future ‏.

## وصلات خارجية
- اندرو ديكسترا على موقع الدوري الأمريكي (الإنجليزية)
- اندرو ديكسترا على موقع قاعدة بيانات كرة القدم.إي يو (الإنجليزية)
- اندرو ديكسترا على موقع Soccerbase.com (لاعب) (الإنجليزية)
- اندرو ديكسترا على موقع Soccerway.com (الإنجليزية)
- اندرو ديكسترا على موقع عالم كرة القدم.نت (الإنجليزية)
- اندرو ديكسترا على موقع AS.com (الإسبانية)